# 萨拉赫·梅内泽斯
萨拉赫·梅内泽斯（葡萄牙語：Sarah Gabrielle Cabral de Menezes，1990年3月26日—），生于皮奥伊州特雷西纳，是一个来自巴西的柔道运动员，她是首位赢得个人奥运金牌的巴西运动员，参加项目是女子48公斤级。她在2012年夏季奥运会上击败了罗马尼亚的卫冕冠军阿林娜·杜米特鲁。